# Mighty
Albums de The Planet Smashers
Unstoppable
(2005)
Mighty est le cinquième album des Planet Smashers sorti en 2003.

## Morceaux
1. Mighty – 3:19
2. Explosive – 2:46
3. Missionary's Downfall – 2:28
4. J'aime Ta Femme (I Like Your Girl) – 2:46
5. Retribution – 3:07
6. Direction – 4:02
7. Keep On Coming – 3:04
8. Recollect – 2:50
9. Can't Stop – 3:25
10. Opportunity – 2:02
11. Psycho Neighbor – 3:27
12. The Big O – 3:18
13. Girl In The Front Row – 3:15
14. Objective – 2:19
15. King of Tuesday Night – 2:30
16. Until The End – 3:40
17. Never Going To Drink Again – 2:11